# Philotheca fitzgeraldii
Philotheca fitzgeraldii är en vinruteväxtart som först beskrevs av C.R.P Andrews, och fick sitt nu gällande namn av Paul G. Wilson. Philotheca fitzgeraldii ingår i släktet Philotheca och familjen vinruteväxter. Inga underarter finns listade i Catalogue of Life.